# Julija Kaplina

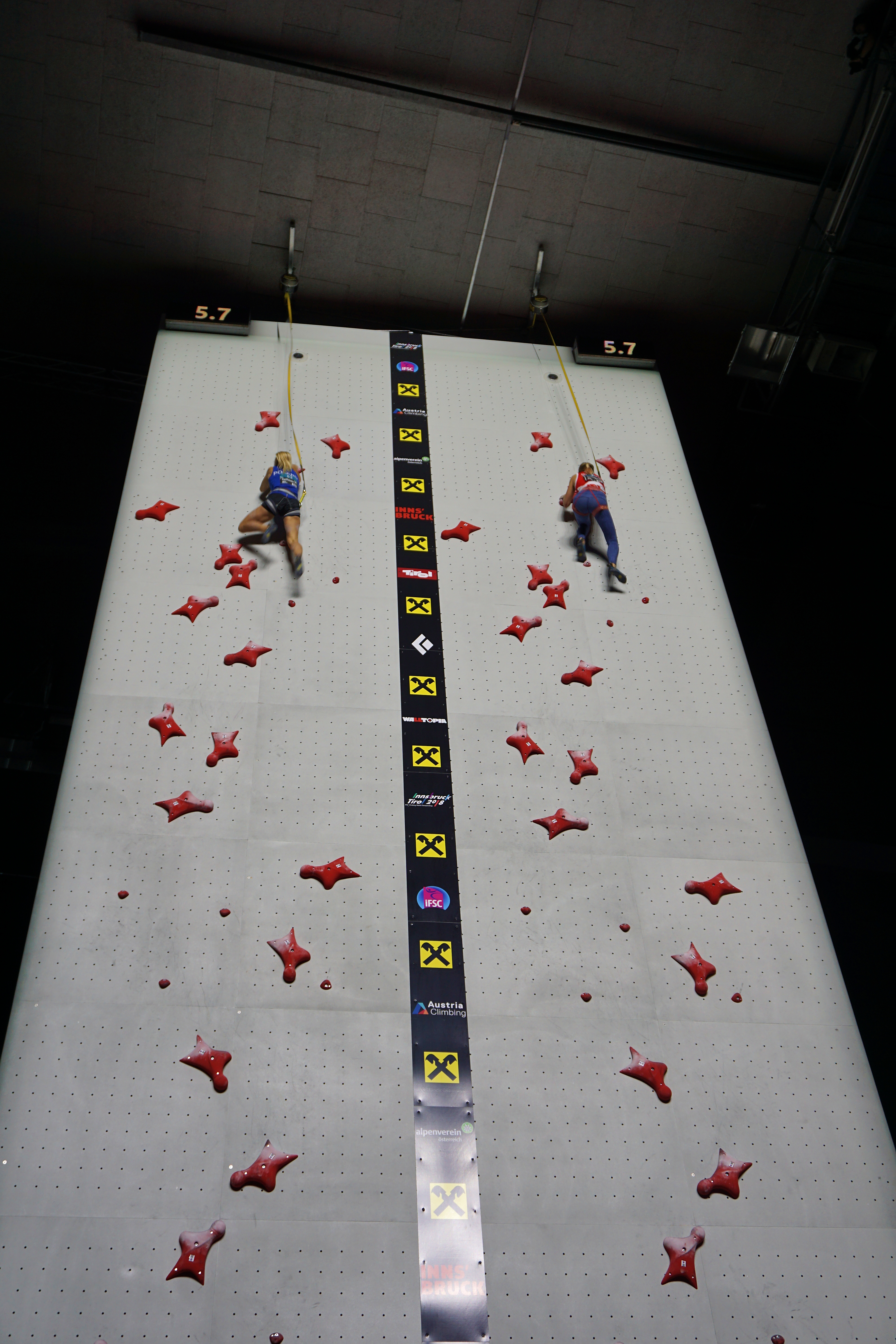
MŚ 2018 (Innsbruck). Julija Kaplina na ścianie wspinaczkowej we wspinaczce na czas w ⅛ duelu z Polką Anną Brożek.

Julija Władimirowna Kaplina (ros. Юлия Владимировна Каплина, ur. 11 maja 1993 w Tiumeni) – rosyjska wspinaczka sportowa specjalizująca się we wspinaczce na czas oraz w klasycznej. Wielokrotna rekordzistka świata w szybkości wspinania się na standardowej ścianie wspinaczkowej o wysokości 15 m.

## Kariera sportowa
Wicemistrzyni świata we wspinaczce na czas w 2012 oraz zdobywczyni brązowego medalu w 2016. Oba medale mistrzostw świata zdobywała w Paryżu.
Wielokrotna medalistka Mistrzostw Europy. Złota medalistka z mistrzostw z włoskiego Campitello di Fassa z roku 2017.
Uczestniczka World Games w Cali w 2013 (wywalczyła brązowy medal) oraz we Wrocławiu w 2017, gdzie zdobyła złoty medal.
Wielokrotna uczestniczka, medalistka prestiżowych zawodów wspinaczkowych Rock Master we włoskim Arco, gdzie zdobyła ogółem 3 medale; w tym 1 złoty i 2 srebrne.
Dwukrotna akademicka mistrzyni Europy z Katowic i ze Splitu we wspinaczce na czas. W Szanghaju w 2016 wywalczyła na akademickich mistrzostwach świata brązowy medal we wspinaczce sportowej w konkurencji na czas.
W 2019 roku w Tuluzie na światowych kwalifikacjach do igrzysk olimpijskich zajęła szóste miejsce, które zapewniało kwalifikacje na IO 2020 w Tokio.
Rekordy świata
- 7,32 – World Games 2017 – Wrocław (POL) – 22 lipca 2017(dts)[7]
- 7,38 – Puchar Świata we wspinaczce sportowej 2017, Nankin (CHN) – 30 kwietnia 2017(dts)[8]
- 7,46 – Puchar Świata we wspinaczce sportowej 2017, Chongqing (CHN) – 23 kwietnia 2017(dts)[9]
- 7,53 – Puchar Świata we wspinaczce sportowej 2015, Chamonix (FRA) – 11 lipca 2015(dts)[10]
- 7,56 – Puchar Świata we wspinaczce sportowej 2015, Chongqing (CHN) – 21 lipca 2015(dts)[11]
- 7,74 – Puchar Świata we wspinaczce sportowej 2015 Central Saanich (CAN) – 17 maja 2015(dts)[12]
- 7,85 – Puchar Świata we wspinaczce sportowej 2013, Wujiang (CHN) – 20 października 2013(dts)[1].

## Osiągnięcia

### Mistrzostwa świata
| Konkurencje       | 2012 | 2016 | 2018 | 2019 |
| Wsp. na czas      | 2    | 3    | 13   | 14   |
| Wspinaczka łączna | –    | –    | –    | –    |

### World Games
| Konkurencje  | 2013 | 2017 |
| Wsp. na czas | 3    | 1    |

### Mistrzostwa Europy
| Konkurencje  | 2013 | 2015 | 2017 | 2019 |
| Wsp. na czas | 4    | 2    | 1    | 8    |

### Akademickie mistrzostwa Europy
| Konkurencje  | 2015 | 2017 |
| Wsp. na czas | 1    | 1    |

### Rock Master
| Konkurencje  | 2013 | 2013 | 2016 | 2017 | 2018 |
| Wsp. na czas | 5    | 15   | 2    | 2    | 1    |